# Francisco González Gamarra
Francisco González Gamarra (Cuzco, 4 de junio de 1890 - Lima, 15 de julio de 1972)  fue un pintor, dibujante, escultor, pianista, compositor y escritor peruano. Cultivó el retrato y la pintura al óleo, destacando sus obras de reconstrucción histórica.

## Biografía
Hijo de Tomás González Martínez y Epifanía Gamarra. Cursó sus estudios escolares en el Colegio San Antonio Abad y en el Colegio Americano. En 1909 ingresó a la Universidad Nacional San Antonio Abad del Cusco . 
Participó en el concurso que la revista Variedades convocara a nivel nacional para cubrir la ausencia del dibujante Julio Málaga Grenet en 1910. Resultó seleccionado y viajó entonces a Lima, donde laboró para dicha revista haciendo caricaturas y dibujos diversos, siguiendo las sugerencias del director Clemente Palma (1910-1915).
Continuó sus estudios superiores en la Facultad de Letras de la Universidad Nacional Mayor de San Marcos, graduándose de bachiller en  1915. Aprobó también algunos cursos en las facultades de Jurisprudencia y de Ciencias Políticas y Administrativas. 
Y, deseoso de lograr su perfeccionamiento en el arte, a lo largo de la década de 1920 realizó viajes al extranjero. Pintó retratos de algunas personalidades y llegó a exponer sus obras en muchas galerías internacionales. Tanto en Nueva York, como en Washington y París fue bien recibido y tuvo resonado éxito. Residió y trabajó en Nueva York, y visitó varias ciudades de Europa, en donde difundió con su pintura y música el arte, la historia y la cultura del Perú. 
De vuelta en el Perú, realizó una muestra pictórica en la sociedad Entre Nous, que fue visitada por el presidente Augusto B. Leguía. El prolífico artista, que pintó a muchos políticos importantes de su época, fue galardonado en el año 1928 con una de las más importantes condecoraciones que podría recibir un peruano por parte del gobierno de su país: "La Orden del Sol", por haber dado honor con su trabajo al nombre del Perú en el mundo.
En 1937, participó en Lima en el "Salón de Independientes", impulsado por Ricardo Grau como alternativa a los dictados de José Sabogal. Contribuyó a la fundación de la Sociedad de Bellas Artes, cuya presidencia ejerció de 1939 a 1945. Fue luego director de la Escuela Nacional de Bellas Artes de Lima (1949-1950).
También se destacó como compositor musical y una vez ofreció un recital pianístico en la Galería Trotty, de París, durante la inauguración de una muestra pictórica.
Recibió muchas distinciones por parte de gobierno peruano, no solo por su obra pictórica sino que también por sus composiciones musicales. Su labor cultural es considerada como abnegada e indesmayable. Sus obras se siguen vendiendo y son frecuentemente puestas en subasta a costos que sobrepasan los cientos de miles de dólares.

## Caracteres de su arte pictórico
Cultivó el retrato según las concepciones equilibradas del academicismo; logró singulares aciertos en la restauración de escenas históricas (p. ej., la fundación de Lima, la fundación española de Cuzco, el cabildo de la Independencia), en las cuales asoció el estudio psicológico de los personajes a la pulcritud y la veracidad de la composición; en acuarelas y aguafuertes supo captar escenas, tipos y lugares, denotando dominio de la técnica y penetración interpretativa.
Alberto Tauro del Pino

## Obras pictóricas destacadas

Retrato del embajador Pedro Ugarteche Tizón.

Tuvo singular acierto en la recreación de episodios históricos peruanos.
- La fundación española del Cuzco
- La fundación de Lima
- Instalación del Congreso Constituyente de 1822
- El Inca Garcilaso de la Vega
- Retrato de Pedro Ugarteche Tizón

Se desempeñó en Nueva York, París y Lima como retratista.
Dedicó dos series -una de grabados y otra, de lienzos- al drama Ollantay.

## Premios y distinciones
- Medalla de oro en la Exposición Internacional de París (1937).
- Premio de honor por las acuarelas presentadas en el Salón Internacional de Bellas Artes, de Valparaíso (1939).
- Medalla de oro del concejo provincial de Lima (1944).
- Premios de fomento a la cultura otorgados por el Ministerio de Educación Pública a su obra pictórica (1944) y a su creación musical (1950).

## Obras escritas y partituras
- Dibujos a pluma (1914).
- Noche de luna en el Cuzco (1914).
- Nocturno (1914).
- Kosko (1935).
- Homenaje a Garcilaso Inka de la Vega (1941).
- Dos canciones (1944).